# Parlamentswahl in Nordzypern 1990
- DMP: 16
- UBP: 34

Die Parlamentswahlen in Nordzypern fanden am 6. Mai 1990 statt.
Bei der parallel abgehaltenen Präsidentschaftswahl gewann erneut Rauf Denktaş mit zwei Dritteln der Stimmen.
Nachdem die CTP und TKP das Parlament boykottiert haben, wurden die nun 12 vakanten Sitze der UBP zugeteilt.

## Ergebnis
| Ulusal Birlik Partisi (UBP, nationalkonservativ) | 954.592   | 54,68 | 34 | +10 |
| Demokratik Mücadele Partisi (DMP)                | 776.418   | 44,47 | 16 | −10 |
| Yeni Kıbrıs Partisi (YKP, sozialistisch)         | 14.719    | 0,84  | 0  | ±0  |
| Unabhängige                                      | 181       | 0,01  | 0  | ±0  |
| insgesamt                                        | 1.745.910 | 100   | 50 | ±0  |
| Wahlberechtigte/Wahlbeteiligung                  | 101.306   | 95,66 | –  | –   |
| Quelle: YSK                                      |           |       |    |     |